# Holochroa dyslogista
Holochroa dyslogista là một loài bướm đêm trong họ Geometridae.